# 존 버거

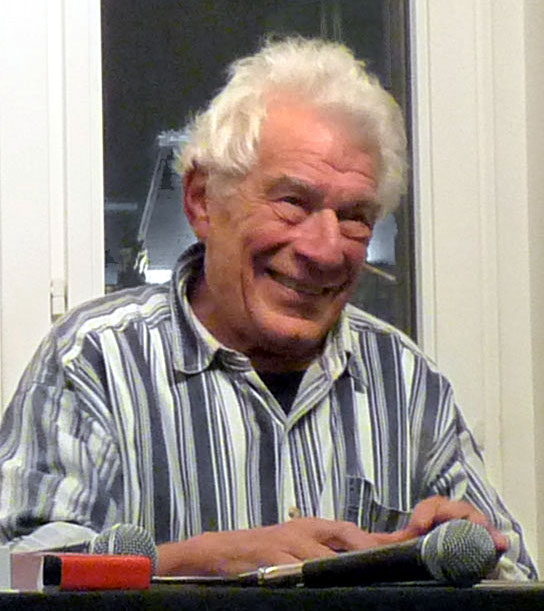

존 버거(John Peter Berger, 1926년 11월 5일 ~ 2017년 1월 2일)는 영국의 비평가, 소설가이자 화가이다. 그의 소설 《G.》는 1972년 부커 상을 수상하였으며, 같은 해 BBC에서 방영된 미술비평 텔레비전 시리즈 《다른 방식으로 보기》(Ways of Seeing)의 작가이자 진행자였다. 이 시리즈는 같은 제목의 에세이로 출판되어 현재까지 대학에서 세미나의 텍스트로 종종 사용되고 있다.

## 삶
영국 런던에서 태어난 존 버거는 옥스퍼드에 있는 성 에드워드 학교에 다녔다. 1944년부터 1946년까지 영국육군에서 복무한 후 런던의 첼시미술대학과 중앙예술대학에 등록하였다. 존 버거는 1940년대 후반 런던에 있는 몇 군데의 갤러리들에서 전시를 하면서 화가로서 일을 시작했다.
그림을 가르치는 동안(1948년-1955년) 그는 미술비평가로 활동하기 시작하였는데, 뉴 스테이츠맨(New Statesman)이라는 런던의 좌파 주간지에 많은 에세이와 리뷰를 발표하였다. 그의 맑시스트 휴머니즘과 현대미술에 대한 강한 의견으로 활동 초기부터 그는 논쟁적인 위치에 오르게 된다. 정치적 참여에 대한 선언으로서 그는 초기 에세이 모음집의 제목을 《영원한 붉음》(Permanent Red)으로 지었다.
존 버거는 문화예술 분야에서 활동하는 세 자녀를 두고 있다. 영화감독인 야콥(Jacob), 작가이자 영화비평가인 캇야(Katya) 그리고 예술가 이브스(Yves)이다.

## 활동
존 버거는 1958년에 첫 소설 《우리 시대의 화가》(A Painter of Our Time)를 발표하였다. 헝가리의 망명화가 야노스 라빈(Janos Lavin)의 실종사건과 이 화가의 일기장을 발견한 한 미술비평가의 이야기를 담고 있는 이 소설은 당시 정치적 흐름과 세밀하게 묘사된 화가의 작업과정 때문에 몇몇 독자로 하여금 실제 사건으로 착각하게도 하였다. 발표 후 한달정도가 지나, 반공주의 모임인 문화자유협회(CCF, Congress for Cultural Freedom)의 압력으로 이 작품은 출판사에서 회수하게 되었다. 《우리 시대의 화가》에 바로 이어 존 버거는 소설 《The Foot of Clive》와 《Corker's Freedom》을 출간하였는데, 두 작품 모두 영국 도시생활의 소외와 우울을 묘사하였다. 1962년 그는 영국에서의 삶에 염증을 느껴 프랑스로 망명길을 택하였다.
1972년 BBC에서 존 버거의 텔레비전 시리즈 《다른 방식으로 보기》(Ways of Seeing)을 방영하였고 동시에 동명의 책을 출간하였다. 시각예술 연구 입문서인 이 《다른 방식으로 보기》은 부분적으로 발터 벤야민(Walter Benjamin)의 《기술복제 시대의 예술작품》에서 유래하였다. 《다른 방식으로 보기》(Ways of Seeing, 1972)은 《이미지, 시각과 미디어》, 《어떻게 볼 것인가》등으로 번역되어 국내에서 출간되었다.
소설 《G.》으로 그는 1972년 제임스 테이트 블랙 메모리얼 상(James Tait Black Memorial Prize)과 부커 상을 수상하였다. 부커 상을 수상하면서 존 버거는 상금의 절반을 아프리카계 미국인의 좌파 조직인 검은 팬더 당(Black Panther Party)에 기부하기로 하는 한편 상금의 나머지 절반은 이주노동자 연구 작업에 쓰기로 하였다. 존 버거는 이 두 행위가 모두 그의 정치적 투쟁에 필요한 부분이라 주장하였고, 이주노동자에 관한 작업은 부커상 수상 3년 후 《제7의 인간》(A Seventh Man)이라는 제목의 책으로 발표되었다.
사회학적 연구에서 소설과 시에 이르기까지 그의 많은 글은 경험을 다루고 있다. 어느 시골의사의 이야기인 《행운아》(A Fortunate Man)(1967)와 유럽의 이주노동자 문제를 다룬 《제7의 인간》(1975)은 존 버거의 사회학적 글쓰기 작업을 보여준다. 《제7의 인간》을 쓰기 위해 자료를 찾고 연구하는 동안 그는 이주노동자들이 떠나온 고립된 농촌에 관심을 가지게 된다. 이를 계기로 존 버거는 70년대 중반부터 프랑스 오트사부아주의 작은 마을 Quincy에 정착하여 농사를 지으며 지내고 있다. 존 버거와 함께 자주 공동작업을 하는 사진작가 장 모르(Jean Mohr)는 농부로서 살아가는 경험들을 세밀하게 기록하고 이해하려고 했다. 이후 발표된 《말하기의 다른 방법》(Another Way of Telling)는 존 버거의 글과 장 모르의 사진으로 구성되어 있으며, 기록방법에 관해 논의 및 설명하는 한편 사진이론을 다루고 있다. 존 버거의 작가연구 분야에서 괄목할 만한 저서에는 《피카소의 성공과 실패》(The Success and Failure of Picasso)와 《예술과 혁명: 에른스트 네이즈베스뜨니, 인내 그리고 예술가의 역할》(Art and Revolution: Ernst Neizvestny, Endurance, and the Role of the Artist)이 있다.
70년대에 존 버거는 스위스 출신의 영화감독 알랭 타네(Alain Tanner)와 함께 몇몇 영화작품으로 만들며 공동작업을 하였다. 《불도마뱀》(La Salamandre, 1971), 《세상의 한 가운데에서》(Le Milieu du monde, 1974) 그리고 《2000년에 25살이 되는 조나》(Jonas qui aura 25 ans en l'an 2000, 1976) 등의 시나리오를 썼다. 존 버거가 80년대 쓴 중요한 저서 중의 하나인 삼부작 《그들의 노동에 함께 하였느니라》(Into Their Labours)는 소설 〈Pig Earth〉, 〈Once in Europa〉그리고 〈Lilac and Flag〉로 이루어져있다. 이 삼부작은 유럽의 농부가 당시 겪게되는 농촌에서 도시로의 경제적, 정치적 이주와 도시에서 마주치게 되는 가난을 다루고 있다.
최근 에세이에서 존 버거는 사진, 예술, 정치 그리고 기억에 관해 썼다. 《포켓의 형태》(The Shape of a Pocket)에서 그는 멕시코 사파티스타 반란군의 부사령관 마르코(Subcomandante Marcos)와의 서신교환내용과 미국의 잡지 삼 페니 리뷰(The Threepenny Review)와 더 뉴요커(The New Yorker)에 실린 짧은 이야기를 담고 있다. 《아픔의 기록》(Pages of the Wound)은 그의 유일한 시집이기는 하지만 이론적인 에세이집 《그리고 사진처럼 덧없는 우리들의 얼굴 내 가슴》(And Our Faces, My Heart, Brief as Photos)은 산문과 함께 시로도 이루어져 있다. 존 버거의 최근소설에는 그의 가족의 경험을 바탕으로 에이즈가 가져온 위기를 다룬 《결혼을 향하여》(To the Wedding)와 떠도는 개의 시점으로 집 없는 사람들과 빈민가의 이야기를 풀어낸《왕: 거리의 이야기》(King: A Street Story)가 있다. 존 버거는 처음에 이 소설 자체의 가치를 인정받고 싶어해서 책 표지와 표제지에 자신의 이름을 빼기를 원했었다.
1980년의 저서 《본다는 것의 의미》(About Looking)에는 "왜 동물을 보는가?"라는 영향력있는 장(章)이 있는데, 학제간 '동물연구'(Animal Studies) 분야의 수많은 학자들이 인용하고 있는 장이다. 이 동물연구는 인간과 동물의 관계, '인간'이나 '동물'같은 용어들의 문화적 구조를 좀 더 넓은 의미에서 고찰하는 인문학 내의 연구분야인데, 이 연구자들은 하나같이 동물들에 둘러싸여있으면서도 종종 동물을 보지 않는 점을 지적하며 존 버거의 문제의식을 취한다.
존 버거의 최신작 《A가 X에게》(From A to X)는 2008년 부커 상 후보작중의 하나였다. 여기에서 존 버거와 살만 루슈디만이 부커 상을 수상한 바 있는 후보자였다.

## 저작
- 《우리 시대의 화가》(A Painter of Our Time) 1958
- 《피카소의 성공과 실패》(The Success and Failure of Picasso) 1965
- 《행운아》(A Fortunate Man) 1967
- 《다른 방식으로 보기》(Ways of seeing)
- 《G.》1972
- 《제7의 인간》(A Seventh Man) 1975
- 《본다는 것의 의미》(About Looking) 1980
- 《말하기의 다른 방법》(Another Way of Telling) 1982
- 《그리고 사진처럼 덧없는 우리들의 얼굴 내 가슴》(And Our Faces, My Heart, Brief as Photos)1984
- 《그들의 노동에 함께 하였느니라》(The Trilogy: Into Their Labours)1991
- 《랑데부》(Keeping a Rendezvous)1992
- 《아픔의 기록》(Pages of the Wound)1994
- 《결혼을 향하여》(To the Wedding)1995
- 《존 버거의 글로 쓴 사진》(Photocopies)1996
- 《세상 끝의 풍경》(At the Edge of the World)1999
- 《포켓의 형태》(The Shape of a Pocket) 2003
- 《여기, 우리가 만나는 곳》(Here is Where We Meet)2005
- 《모든 것을 소중히 하라》(Hold Everything Dear) 2007
- 《A가 X에게》(From A to X) 2008

#### 같이 읽을 거리
- 발터 벤야민(Walter Benjamin), 《기술복제 시대의 예술작품(Das Kunstwerk im Zeitalter seiner technischen Reproduzierbarkeit)》1936